# Georg Georgiew
Georg Daniełow Georgiew, bułg. Георг Даниелов Георгиев (ur. 20 października 1991 w Sofii) – bułgarski polityk, deputowany, w latach 2017–2021 wiceminister, a od 2025 minister spraw zagranicznych.

## Życiorys
Ukończył nauki polityczne na Uniwersytecie Sofijskim im. św. Klemensa z Ochrydy, na tej samej uczelni uzyskał również magisterium z przywództwa politycznego. Zaangażował się w działalność polityczną w ramach partii GERB, był przewodniczącym jej organizacji młodzieżowej.
W latach 2014–2017 wchodził w skład Zgromadzenia Narodowego 43. kadencji. W 2017 został powołany na wiceministra spraw zagranicznych w rządzie Bojka Borisowa, pełnił tę funkcję do 2021. W tym samym roku był posłem 45. kadencji. Wszedł następnie w skład parlamentu 48. kadencji wybranego w październiku 2022. Z powodzeniem ubiegał się o reelekcję w wyborach w kwietniu 2023, czerwcu 2024 i październiku 2024.
W styczniu 2025 objął urząd ministra spraw zagranicznych w utworzonym wówczas gabinecie Rosena Żelazkowa.